# 1030 Vitja
1030 Vitja è un asteroide della fascia principale del diametro medio di circa 64,13 km. Scoperto nel 1924, presenta un'orbita caratterizzata da un semiasse maggiore pari a 3,1242763 UA e da un'eccentricità di 0,1199403, inclinata di 14,77442° rispetto all'eclittica.
Il suo nome è in onore di Viktor Zaslavskij, nipote di Spiridon Zaslavskij, il cognato dello scopritore.